# Simobius lobophor
Simobius lobophor är en mångfotingart som beskrevs av Chamberlin 1941. Simobius lobophor ingår i släktet Simobius och familjen stenkrypare. Inga underarter finns listade i Catalogue of Life.